# 雁过衡阳
〈雁过衡阳〉，古琴曲，较早出现在明汪芝撰辑的《西麓堂琴統》中，在萧鸾撰辑的《杏莊太音補遺》亦有刊載。“雁过衡阳”在宋人范仲淹的《渔家傲 秋思 》一诗中就有描述，“塞下秋来风景异， 衡阳雁去无留意。”古人说，自古以来大雁南飞，最远能到达衡阳，再往南就飞不去了，因为有衡山阻挡。

## 琴曲原文解析
《杏莊太音补遗》：杏莊老人曰，過至也，如相過過我之過。衡陽有囬鴈峯，鴈至衡陽而止。此言鴈自絕漠以至衡陽，去寒就暖。以喻知機君子去亂國適治邦，如伯夷太公去紂以歸文王也。
《西麓堂琴统》：此曲亦幽棲孤高者流，神景迢遞，假此以示其意，孤舟野館，霜寒月白，與蛩音砧韻並奏，能不使宋玉生悲也耶。